# نيتو (لاعب كرة قدم مواليد 1981)
نيتو (بالبرتغالية: Darcy Dolce Neto‏) هو لاعب كرة قدم برازيلي في مركز ظهير ‏، ولد في 7 فبراير 1981 في ساو جوزية دو ريو بريتو في البرازيل. لعب مع أريس تسالونيكي وأنورثوسيس فاماغوستا وبوتافوغو ريغاتاس ونادي اتلتيكو سوروكابا ونادي إيتوانو ونادي بارانا ونادي باهيا ونادي بوتافوغو اس بي ونادي سانتوس ونادي فلومينينسي.

## وصلات خارجية
- نيتو (لاعب كرة قدم مواليد 1981) على موقع قاعدة بيانات كرة القدم.إي يو (الإنجليزية)
- نيتو (لاعب كرة قدم مواليد 1981) على موقع Soccerway.com (الإنجليزية)